# Bernhard Auerswald
Bernhard Auerswald (1818 - 1870) fue un micólogo y profesor alemán, en la primera escuela de Leipzig. Y participó como principal corresponsal de la correspondencia botánica (envío de especímenes) que su colega Heinrich Moritz Willkomm (1821-1895) le hacía en sus expediciones de recolección de flora.

## Algunas publicaciones
- bernhard Auerswald, emil adolf Rossmaessler. 1858. Botanische Unterhaltungen zum Verständniss der heimathlichen Flora (Conversaciones de botánico para la comprensión de la flora nativa)
- ----. 1860. Anleitung zum rationellen Botanisiren (Instrucciones para herborizar racionalmente)

## Honores

### Epónimos
- (Brassicaceae) Hutchinsia auerswaldii Willk.[2]
- (Brassicaceae) Noccaea auerswaldii Willk.[3]
- (Brassicaceae) Pritzelago auerswaldii (Willk.) Soják[4]
- (Brassicaceae) Pritzelago auerswaldii (Willk.) F.K.Mey.[5]

- La abreviatura «Auersw.» se emplea para indicar a Bernhard Auerswald como autoridad en la descripción y clasificación científica de los vegetales.[6]